# برترام كورن
برترام كورن (بالإنجليزية: Bertram Korn)‏ هو مؤرخ وحاخام وضابط أمريكي، ولد في 1918، وتوفي في 1979.